# MD4
MD4は、1990年にマサチューセッツ工科大学のロナルド・リベストによって開発されたハッシュ関数の一種。暗号ハッシュ関数を実装する。SHA・RIPEMDなどに影響を及ぼした。

One MD4 operation : MD4 consists of 48 of these operations, grouped in three rounds of 16 operations. F is a nonlinear function; one function is used in each round. M_{i} denotes a 32-bit block of the message input, and K_{i} denotes a 32-bit constant, different for each operation.

与えられた入力に対して、128ビットのハッシュ値を出力する。
MD4に対する脆弱性は1991年に実証された。2004年には、MD4におけるハッシュ衝突を作成することが可能であることが報告された。